# Revita TV Győr
A Revita Televízió 1993 és 2013 között működő kereskedelmi televízió. A társaság fő tevékenysége televíziós műsorok készítése, de reklám- és referenciafilmek, útifilmek gyártásával is foglalkozott. Megrendelői között megtalálható volt többek között az Audi Hungaria Motor Kft., az E.on, az ÉGÁZ, a Cereol, a Kisalföld Volán, a Magna Steyr, a Fliegl, a Nokia, a Philips, a SAPU, a Mayer, a Graboplast, a Quaestor, az Integrál Hexa, a Leier és a Hödlmayr.
Az elmúlt 20 évben különböző országos televízióknak – MTV, Duna TV, TV2, Nap TV, Hír TV, Sport 1 – közel 4000 alkalommal tudósítottak a térségből.
A szerkesztőség nagy hangsúlyt fektetett a helyi hírek és a tematikus magazinműsorok készítésére. A televíziós műsorokat 22 szakember állította elő, valamennyien képzett műsorvezetők, riporterek, operatőrök, vágók, rendezők.
Heti öt alkalommal jelentkeztek hírműsorai, amelyek a város és a régió legfontosabb politikai, kulturális, gazdasági és sporteseményeiről számoltak be.
A Híradó után Téma címmel hírháttérműsort is készítettek, mely a legfontosabb eseményeket kompetens stúdióvendégek segítségével dolgozta fel részletesebben. Sportműsorai minden helyi élvonalbeli klub életét bemutatták, sportközvetítései révén pedig ott voltak a legjelentősebb csapatok mérkőzésein (kézilabda, labdarúgás, futsal, kosárlabda). Természetesen nem feledkeztek meg a tömegsportról és az utánpótlásról sem, minden jelentős városi – vagy Győrben megrendezett nemzetközi – eseményről beszámoltak nézőiknek.
Tematikus magazinjaik a kultúrától az életmódon és a gasztronómián át, a gazdaságon, politikán, szolgáltatóiparon keresztül egészen a regionális eseményekig, az élet szinte minden területét feldolgozták.
Kapcsolatrendszerüket nemcsak helyben, hanem regionálisan és országosan is kiépítették, sőt, még határon túli televíziós partnerük is volt. Alapító tagjai voltak a Nyugati Régió televíziós együttműködésnek, a West Pannon Audiovizuális Klaszternek.
2007-ben a televízió két elismerésben részesült: „Kisalföldi Presztízs Díjak - a közösségért” és „Príma Díj - elektronikus média” kategóriákban. Ezek a sikerek azt jelzik, hogy a Revita Televízió jó úton járt, s 15 éves áldozatkész munkájával a régió egyik legdinamikusabban fejlődő médiumává vált.
A Revita Televízió országosan is egyedülálló fejlődést tudhat maga mögött, mint helyi kereskedelmi tévé. Válogatott, szakképzett munkatársakkal és broadcast technikai háttérrel, egyre nagyobb ismertséggel és elismertséggel rendelkezett. Országos televíziók és internetes szolgáltatók regionális tudósítója volt, valamint helyi műsorszolgáltató és televízióműsor-készítő. A folyamatos fejlődést, az elért sikereket a változásokra való érzékenység, a rugalmasság, a menedzsment professzionális vezetési módszerei, valamint a kemény, kitartó és áldozatos munka eredményezte.
2013-tól a jogutód Győr Plusz Tv folytatja a munkásságot. 